# Ransonia (trachyméduse)
Genre
Ransonia est un genre de Trachyméduses (hydrozoaires) de la famille des Rhopalonematidae.

## Liste d'espèces
Selon World Register of Marine Species (10 avril 2016), 'Ransonia comprend l'espèce suivante :
- Ransonia krampi Ranson, 1932